# Augmentorium
Un augmentorium est une petite structure close utilisée dans le monde agricole pour recevoir des fruits et légumes infestés par des insectes ravageurs dont il s'agit de contenir la propagation à l'ensemble de l'exploitation. Il est particulièrement utilisé par l'agriculture tropicale pour la protection des vergers produisant des fruits tropicaux, par exemple des mangues, notamment à Hawaï ou La Réunion.
C'est une structure couverte d'une sorte de moustiquaire, dont la taille des mailles est étudiée pour contenir les ravageurs tous en autorisant le passage de leurs prédateurs.